# Distrito de Pichigua
El distrito de Pichigua es uno de los ocho que conforman la provincia de Espinar ubicada en el departamento del Cuzco, en el Sur del Perú. 
Limita por el Norte con la provincia de Canas, por el Sur con el distrito de Yauri, por el Oeste con el distrito de Coporaque; y por el Este, con el distrito de Alto Pichigua.

## Historia
El distrito fue creado mediante Ley s/n del 29 de agosto de 1834, durante el gobierno de José Luis Orbegoso.

## Capital
La capital del distrito es el poblado de Santa Lucia de Pichigua. La temporada más propicia para la visita de turismo es de abril a octubre.

## Autoridades

### Municipales
- 2023-2026
  - Alcalde: ING. Fredy Arenas Portugal.: .

## Festividades
- Carnavales.
- Santísima Cruz.
- Feria ganadera de Patrón San Isidro labrador.
- Virgen de Sillota.
- 29 de agosto.